# Piggies
〈Piggies〉는 1968년 음반 《The Beatles》의 영국의 록 그룹 비틀즈의 곡이다. 조지 해리슨이 사회적 논평으로 쓴 이 노래는 오웰의 탐욕과 소비주의에 대한 풍자 역할을 한다. 클래식 음악으로 구성된 이 곡은 해리슨의 신랄한 가사와 돼지 꿀꿀 소리와 대조되는 바로크 팝 스타일에 하프시코드와 오케스트라 현을 특징으로 한다. 조지 마틴의 공로를 인정받았지만, 이 녹음은 주로 크리스 토머스에 의해 제작되었는데, 그는 하프시코드 부분에 기여했다.
1968년의 격동적인 정치 풍토 속에서 반체제 주제곡으로 반체제적 문화권에 의해 〈Piggies〉가 채택되었다. 또한 숭배하는 지도자 찰스 맨슨이 미국 인종과 관련된 반문화적 혁명에 대한 그의 헬터 스켈터 이론의 기초가 된 것은 비틀즈의 선곡 중 하나였다. 특히 "그들이 필요한 것은 정말 좋은 채찍질이다"라는 말에 영감을 받아 맨슨의 추종자들은 1969년 8월 테이트-라비안카 살인 현장에서 가사와 관련된 단서를 남겼다.
〈Piggies〉는 음악 비평가들로부터 매우 다양한 반응을 받았고, 1971년 재판 이후 맨슨과의 협회에 의해 그 명성이 손상되었다. 일부 평론가들은 음악적 자질을 존경하고 가사의 냉소적 유머를 인식하는 반면, 다른 이들은 이 노래가 비열하고 미묘하다고 생각한다. 해리슨의 노래 데모는 서리주에 있는 그의 집에서 녹음되어 비틀즈의 1996년 컴필레이션 《Anthology 3》에 포함되었다. 스튜디오 녹음에서 빠진 한 구절을 복원한 해리슨의 라이브 버전은 그의 1992년 음반 《Live in Japan》에 등장한다. 포크 가수이자 활동가인 시어도어 비켈과 아나코펑크 음악가인 댄버트 노바콘은 〈Piggies〉를 다룬 음악가들 중 한 명이다.

## 참여 인원
이언 맥도날드에 의하면, 명시된 경우를 제외하고:
The Beatles
- 조지 해리슨 – 리드와 하모니 보컬,[2] 어쿠스틱 기타, 백킹 보컬,[3] 보컬의 으르렁 거리는 소리[4]
- 존 레논 – 테이프 루프, 보컬의 으르렁 거리는 소리,[2] 백킹 보컬[3]
- 폴 매카트니 – 베이스, 백킹 보컬[3]
- 링고 스타 – 탬버린, 베이스 드럼[4]

추가 음악가
- 크리스 토마스 – 하프시코드
- 헨리 다티너 – 바이올린
- 에릭 보위 – 바이올린
- 노만 레더만 – 바이올린
- 로날드 토마스 – violin
- 존 언더우드 – 비올라
- 키스 커밍스 – 비올라
- 엘던 폭스 – 첼로
- 레지날드 킬비 – 첼로
- 조지 마틴 – 현 배열